# Wilhelm Strienz

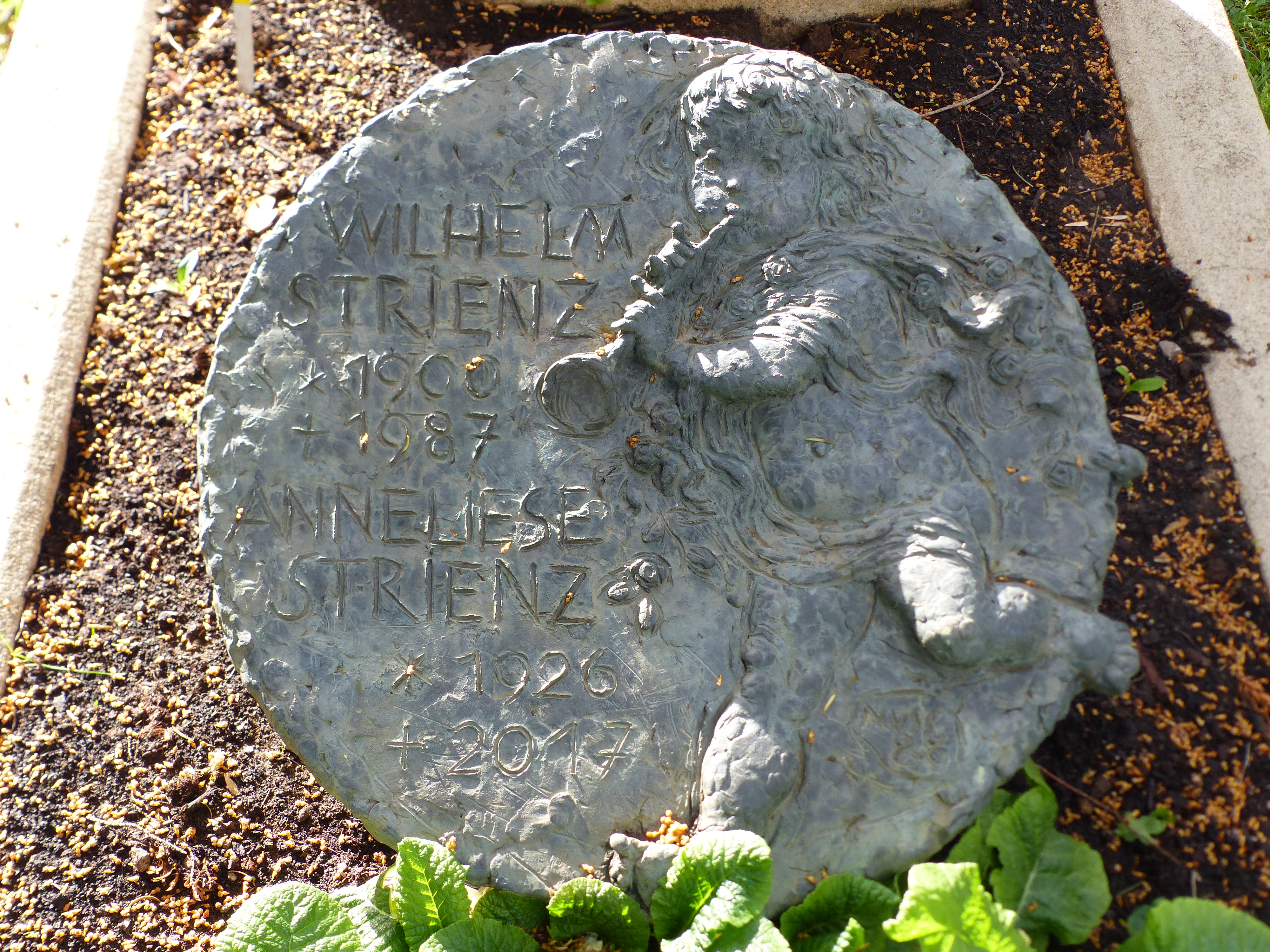
Grabstein auf dem Stuttgarter Pragfriedhof

Wilhelm Strienz (* 2. September 1900 in Stuttgart; † 10. Mai 1987 in Frankfurt am Main) war ein deutscher Opernsänger (Bass). 

## Leben
Nach Gesangsstudien bei Theodor Scheidl und Luise Reuss-Belce debütierte der gelernte kaufmännische Angestellte Strienz 1922 im Deutschen Opernhaus Berlin als Eremit in Webers Der Freischütz. In den Folgejahren profilierte er sich an den Opernhäusern von Wiesbaden, Kaiserslautern und Stuttgart. Zu seinen Rollen gehörten der Mephisto aus Gounods Margarete und Van Bett in Lortzings Zar und Zimmermann, aber auch zahlreiche Wagner-Partien.
Zwischen 1926 und 1933 arbeitete Strienz für den neu gegründeten Westdeutschen Rundfunk in Köln. Nach der „Machtergreifung“ der Nationalsozialisten 1933 trat Strienz der SA bei und wurde an die Berliner Staatsoper verpflichtet. 1935 sang er in einer Schallplatteneinspielung der Electrola Deutsch sein, heißt treu sein und Flieg, deutsche Fahne flieg! Anschließend entwickelte sich Strienz zu einem beliebten Interpreten volkstümlicher Musik im Rundfunk. 1936 sang er in der von der Nationalsozialistischen Kulturgemeinde bestellten Propagandafilm Ewiger Wald. Daneben nahm er weiterhin Opern-Engagements wahr und gastierte auch am Londoner Royal Opera House Covent Garden. 1937/38 sang er den Sarastro in der legendären Schallplatten-Einspielung von Mozarts Oper Die Zauberflöte mit den Berliner Philharmonikern unter Sir Thomas Beecham.
Bekannt sind auch seine Interpretationen der von Carl Loewe vertonten Balladen Der Nöck von August Kopisch und Die Uhr von Johann Gabriel Seidl.
Wegen seiner großen Popularität forderte ihn das NS-Regime nach Beginn des Zweiten Weltkriegs zur Teilnahme an der Rundfunksendung „Wunschkonzert für die Wehrmacht“ auf. Darin wurde er unter anderem mit Gute Nacht, Mutter von Werner Bochmann bekannt. Ab 1940 trat er auch als Solist in verschiedenen Kriegsliedern wie Soldat in Polen hervor, die auf Schallplatten eingespielt wurden. Daneben trat er in den Propagandafilmen Wunschkonzert (1940) und Fronttheater (1942) auf. In der Endphase des Zweiten Weltkriegs nahm ihn Adolf Hitler im August 1944 in die Gottbegnadeten-Liste der neun wichtigsten Konzertsänger auf, was ihn von einem Kriegseinsatz, auch an der Heimatfront befreite.
In der unmittelbaren Nachkriegszeit boykottierten ihn die deutschen Rundfunkanstalten vor allem in der SBZ, da sein Name in Verbindung mit der NS-Propaganda der Kriegsjahre gebracht wurde. Strienz setzte seine Gesangstätigkeit jedoch fort: Er machte erfolgreiche Tourneen und erhielt einen Vertrag der Schallplattengesellschaft Decca. 1963 beendete Strienz seine Sängerlaufbahn und zog sich ins Privatleben zurück.